# Campeonato Paulista 1971
In 1971 werd het 70ste Campeonato Paulista gespeeld voor voetbalclubs uit de Braziliaanse staat São Paulo. De competitie werd georganiseerd door de FPF en werd gespeeld van 27 februari tot 27 juli. 
De competitie werd in twee delen gespeeld. De zes grootste clubs (Santos, Palmeiras, São Paulo, Corinthians, Portuguesa en Ponte Preta) waren meteen voor de tweede fase geplaatst. Elf overgebleven clubs streden in een voorronde voor de andere zes plaatsen. São Paulo FC werd kampioen. 

## Voorronde
| Plaats | Club                | Ptn. |
| ------ | ------------------- | ---- |
| 1.     | Guarani             | 27   |
| 2.     | Botafogo            | 26   |
| 3.     | Paulista            | 23   |
| 4.     | Ferroviária         | 22   |
| 5.     | Juventus            | 21   |
| 6.     | São Bento           | 20   |
| 7.     | Comercial           | 20   |
| 8.     | Noroeste            | 18   |
| 9.     | América             | 17   |
| 10.    | Portuguesa Santista | 14   |
| 11.    | XV de Piracicaba    | 12   |

|  | Gekwalificeerd voor hoofdcompetitie |

## Eindstand
| Plaats | Club        | Wed. | W  | G | V  | Saldo | Ptn. |
| ------ | ----------- | ---- | -- | - | -- | ----- | ---- |
| 1.     | São Paulo   | 22   | 17 | 2 | 3  | 39:17 | 36   |
| 2.     | Palmeiras   | 22   | 15 | 3 | 4  | 55:22 | 33   |
| 3.     | Corinthians | 22   | 10 | 8 | 4  | 36:21 | 28   |
| 4.     | Santos      | 22   | 10 | 8 | 4  | 29:23 | 28   |
| 5.     | Portuguesa  | 22   | 12 | 4 | 6  | 40:28 | 28   |
| 6.     | Ponte Preta | 22   | 9  | 4 | 9  | 22:19 | 22   |
| 7.     | Ferroviária | 22   | 7  | 8 | 7  | 31:29 | 22   |
| 8.     | Guarani     | 22   | 5  | 9 | 8  | 22:29 | 19   |
| 9.     | Juventus    | 22   | 6  | 4 | 12 | 21:36 | 16   |
| 10.    | Botafogo    | 22   | 3  | 7 | 12 | 19:38 | 13   |
| 11.    | Paulista    | 22   | 3  | 5 | 14 | 19:37 | 11   |
| 12.    | São Bento   | 22   | 2  | 4 | 16 | 14:48 | 8    |

## Kampioen
| Campeonato Paulista de 1971    |
| São Paulo                      |
| ------------------------------ |
| SÃO PAULO Kampioen (10° titel) |